# كينيا في الحرب العالمية الثانية

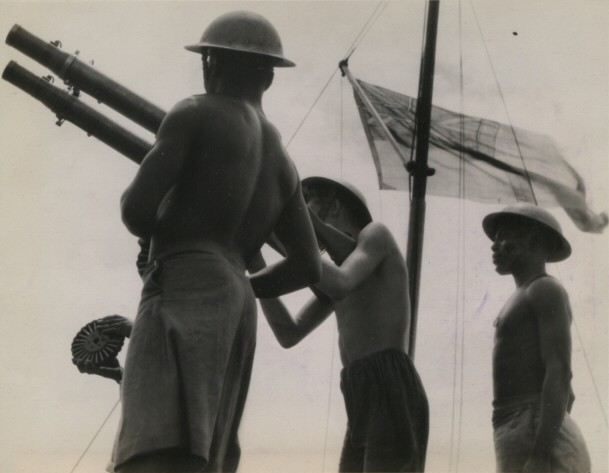

بدأت مشاركة مستعمرة كينيا البريطانية في الحرب العالمية الثانية (بالسواحلية: Vita Kuu ya Pili ya Dunia) بإعلان الحرب على ألمانيا النازية من قبل الإمبراطورية البريطانية في سبتمبر 1939.
على الرغم من حدوث بعض القتال مع القوات الإيطالية في كينيا نفسها منذ يونيو 1940 وحتى فبراير 1941، إلا أنها ظلت مصدرًا اقتصاديًا مهمًا للحلفاء، وساهمت أيضًا بتوفير عدد كبير من الجنود للقتال في الجيش البريطاني.

## اندلاع الحرب
تقع كينيا على الحدود مع شرق إفريقيا الإيطالية في الشمال، وفي بداية الحرب، كان يخشى أن يتقدم الجيش الإيطالي الأكبر بكثير إلى كينيا كما كان الحال مع الصومال البريطاني. بلغ عدد بنادق الملك الإفريقية (كاي إيه أر)، التي كانت مسؤولة عن الدفاع عن شرق أفريقيا المحتلة بالكامل مع قوات جمال أرض الصومال وقوات الدفاع السودانية، 2900 رجل فقط في عام 1939، مقارنة بـ250000 جندي استعماري إيطالي في المنطقة.
شجع الجفاف أيضًا في 1939-1940 وما صاحبه من تلف المحاصيل، المعروف في ذلك الوقت باسم «مجاعة الإيطالي»، الكينيين من أكامبا الزراعية في شرق كينيا، الذين لم يلتحقوا تقليديًا بالجيش بأعداد كبيرة، على التطوع. اعتُقِل الأجانب الأعداء في المستعمرة أو وُضِعوا تحت الإشراف.

## التدخل العسكري

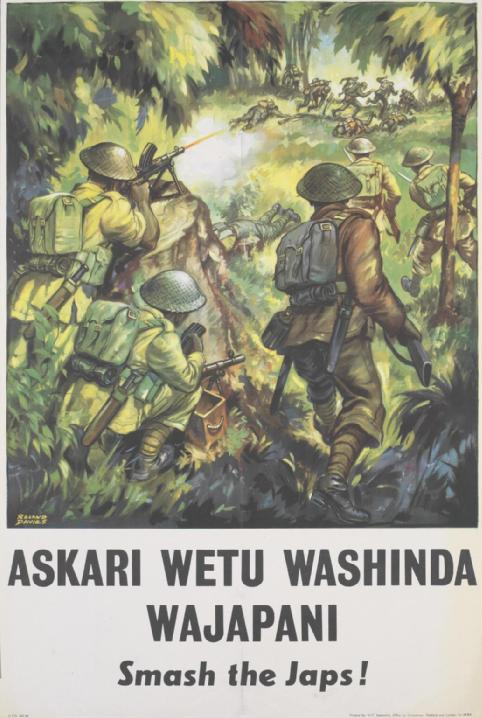
لوحة بعنوان: جنودنا يهزمون اليابانيين

كانت كينيا واحدة من أهم مناطق التجنيد للجيش البريطاني في أفريقيا. خلال الحرب، جُنِّد 98240 كينيًا بصفتهم عساكر في بنادق الملك الإفريقية، وهو ما مثل 30% من إجمالي قوة الوحدة. كانت الغالبية العظمى من الجنود من كينيا، ومعظمهم من المتطوعين، بأغلبية من ذوي البشرة السوداء، مع ذلك، عنت سياسة الفصل العنصري في الجيش البريطاني أنهم كانوا تحت قيادة ضباط بيض وضباط الصف. لم يكن السود قادرين على الارتفاع فوق رتبة مساعد. خدم الجنود الكينيون في حملة شرق إفريقيا الناجحة ضد الإيطاليين، وكذلك غزو مدغشقر التي سيطرت عليها فيشي وحملة بورما ضد اليابانيين، إلى جانب القوات من غرب إفريقيا. خدم الكينيون أيضًا في البحرية الملكية وبعض الأفراد خدموا أيضًا في القوات الجوية الملكية.
حصل نايجل جراي ليكي، وهو ضابط صف أبيض في بنادق الملك الإفريقية من كينيا، بعد وفاته على صليب فيكتوريا لشجاعته في شرق إفريقيا.
في عام 1942، نُقِل الأسطول الشرقي البريطاني بأكمله إلى كيلينديني بالقرب من مومباسا في كينيا، بعد أن أصبحت قاعدته في كولمبو في سيلان مهددة من قبل اليابانيين. نُقِل مكتب الشرق الأقصى المشترك، وهو موقع استراتيجي لمركز كسر الرموز البريطاني في حديقة بلتشلي، إلى مدرسة سابقة في كيلينديني في عام 1942، حيث عمل على فك شفرات رموز البحرية اليابانية.
أعطت كينيا اسمها لطرادة بريطانية شاركت أثناء الحرب، على الرغم من أنها لم تساهم بشكل مباشر في طاقمها.